# 伊尔斯·科赫
伊尔斯·科赫（德語：Ilse Koch，本姓Köhler，1906年9月22日—1967年9月1日）是納粹集中營布痕瓦尔德（1937年至1941年）和迈丹尼克（1941年至1943年）指挥官卡尔-奥托·科赫的妻子，她是首先由美國軍方进行审判的著名纳粹分子之一。
在庭审结束后，她受到全世界媒体的关注，外界發現，曾被她虐待过的集中营囚犯，几乎都没有倖存者，以至于作家们把她描写成一个虐囚的虐待狂；在二战后的德国社会，她的形象就是一个“集中营女杀人犯”。她被指控谋杀具有独特纹身皮肤的犯人，并剥下人皮来做纪念品。她被称为“布痕瓦尔德的女巫”（"Die Hexe von Buchenwald"），因为她涉嫌虐待囚犯、並命令囚犯在她面前強暴別人。在英语中她也被称为“布痕瓦尔德的野兽”（"The Beast of Buchenwald"），“布痕瓦尔德的女王”（"Queen of Buchenwald"），“布痕瓦尔德的红色女巫”（"Red Witch of Buchenwald"）“屠夫寡妇”（"Butcher Widow"）和“布痕瓦尔德的婊子”（"The Bitch of Buchenwald"）。

## 早年生活
科赫出生于德国德勒斯登，是一个工厂工头的女儿。在上小学时她被认为是个有礼貌和快乐的孩子。15岁时她进入一个会计学校学习。后来，她开始了作为簿记员的工作。当时，德国经济尚未从第一次世界大战的战败中恢复。1932年，她加入纳粹党。1934年通过冲锋队和党卫队的一些朋友，她认识了卡尔-奥托·科赫，两年后嫁给了他。

## 战争罪行
1936年，她开始在柏林附近的由她的未婚夫指挥的萨克森豪森集中营担任看守和秘书，他们于同年结婚。1937年，她来到她丈夫担任指挥官的布痕瓦尔德集中营工作。
1940年，她花费超过250,000马克建立了一个室内体育馆，其中大部分钱来自被扣押的犯人。1941年，她成为一名Oberaufseherin（“首席女监工”）管理集中营内的少数女性守卫。1941年，卡尔-奥托·科赫被调到卢布林帮助建立迈丹尼克集中营和灭绝营。伊尔斯·科赫一直留在布痕瓦尔德集中营，直到1943年8月24日收到她和她丈夫被德国当局逮捕的命令。对二人的指控包括私人集资，贪污，谋杀囚犯以防止他们作证。
伊尔斯·科赫被监禁到1944年，后因证据不足无罪释放。但她的丈夫被慕尼黑的法院裁定罪名成立，判处死刑，于1945年4月5日（6天后布痕瓦尔德被美军解放）在布痕瓦尔德执行。她和家人搬到路德维希堡的一个镇上生活，在1945年6月30日在那里被美军当局逮捕。

## 第一次审判

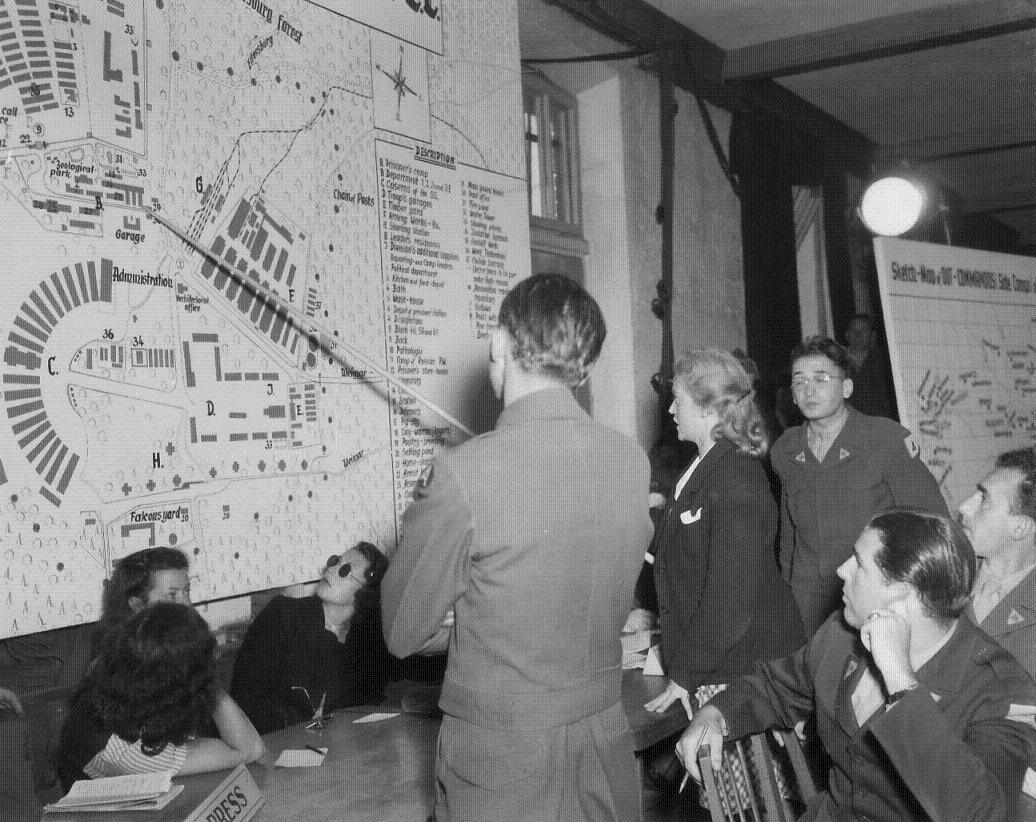
伊尔斯·科赫1947年在美国军事法庭

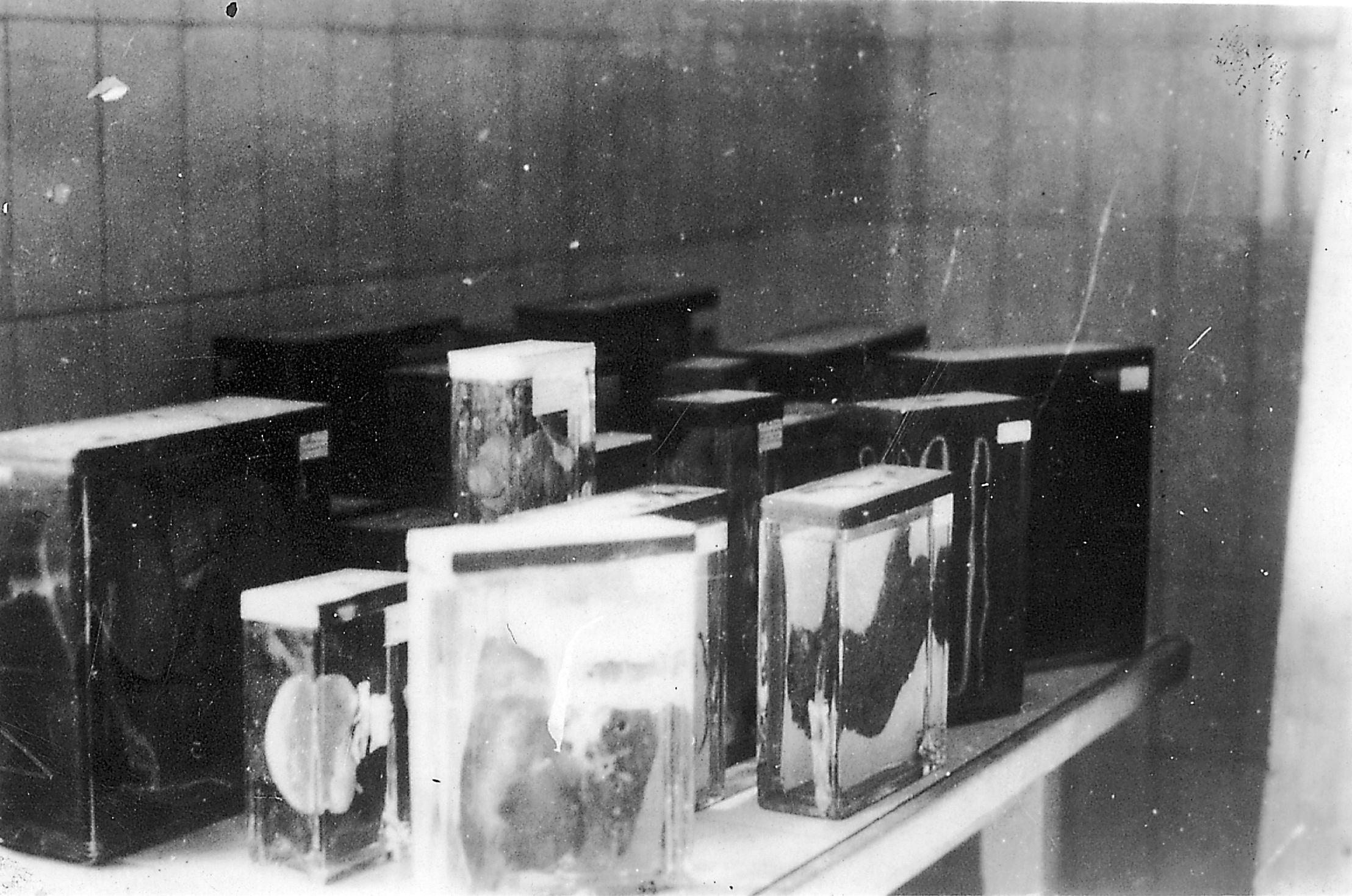
布痕瓦尔德收集的犯人内脏

1947年科赫和其他30名被告在设在达豪的美国军事法院接受审判。起诉她的是法官Robert L. Kunzig。她被指控“在布痕瓦尔德集中营协助参与犯罪计划，教唆和参与谋杀”。
科赫在法庭上声称她已怀孕，事实她的确有八个月身孕。科赫以前有滥交的名声。据布痕瓦尔德的报告有人传言说，科赫同时与武装党卫队队长、布痕瓦尔德集中营首席医生Waldemar Hoven和副总监Hermann Florstedt有暧昧关系。达豪法庭记者Joseph Halow在他的书《Innocent at Dachau》中写道：有未经证实的传言说科赫曾与许多党卫军军官，甚至一些在布痕瓦尔德集中营的犯人有染，她的婚姻关系很开放。科赫宣布她怀孕的消息使法庭十分震惊，因为从她41岁以后就与外界隔离，除了美国审讯人员以外没有接触过任何男人，这些人员中大部分是犹太人。Halow还提到，他很震惊地得知，科赫转而恋上其他男人，是因为她的丈夫是一个“同性恋”。布痕瓦尔德集中营的记录显示，他曾治疗梅毒。1947年8月19日，她因“违反战争法律和惯例”被判处终身监禁。

## 减刑
1948年6月8日，在科赫服刑两年后，在德国的美军占领区军政府军事长官卢修斯·克莱将军决定给科赫的刑期减到四年，理由是“没有令人信服的证据证明她曾选择有纹身的犯人来杀害，或者说，没有任何物品能证明她拥有人体皮肤。”
让·爱德华·史密斯在克莱将军的传记《Lucius D. Clay, an American Life》中写道：将军认为所谓人皮灯罩实际是用羊皮做成的。
据布痕瓦尔德集中营的报告显示，在集中营的工厂中曾用兽皮生产皮具，但工厂在1944年8月24日在盟军对集中营的戰略轟炸期间起火。
减刑的消息直到1948年9月16日才向公众公开，随之引来轩然大波，但克莱将军立场坚定。

## 第二次审判
在舆论的压力下，科赫在1949年被重新逮捕，并试图被送往前西德法庭。1950年11月27日在奥格斯堡巡回法院举行听证会，历时七周，在此期间传唤250名证人，包括50名警卫。科赫在1950年12月下旬的法院中受审，并于1951年1月11日再次受审。至少有四个独立的控方证人作证说，他们看到科赫挑选有纹身囚犯，然后将其杀害，或者曾见过或参与过用有纹身的皮肤做人皮灯罩的过程。然而，最终控方选择撤销这个指控，因为他们无法证明灯罩或任何其他物品是由人体皮肤制成。
1951年1月15日，法院作出宣判，判决书长达111页，科赫没有出现在法庭上。得出的结论是，1944年和1947年的判决不属于“双重审判”，1944年的判决仅指控贪污，而在1947年她因1939年9月1日后的针对外国人的犯罪行为而受到指控，1947年她被控的罪行，与之前被控的反人类罪无关。她被定罪，罪名是煽动谋杀，煽动企图谋杀，煽动犯下严重的身体伤害罪，1951年1月15日被判处终身监禁，并被永久剥夺公民权利。
科赫提出上诉，希望能撤销判决，但1952年4月22日联邦法院驳回了上诉。她又提出几个赦免的请愿，都被巴伐利亚司法部拒绝。科赫后来又向联合国人权委员会抗议她的终身监禁判决，但没有成功。

## 家庭
卡尔和伊尔斯·科赫有两个儿子，一个儿子在战争结束后自杀，据称是因为他不能忍受他的父母犯罪的耻辱。另外还有一个儿子是她在达豪附近的艾夏赫监狱里和其他人所生。在儿子19岁时，他了解到科赫是他的母亲，并开始定期探望她。他们关系很好，科赫曾为儿子写过诗。

## 死亡
1967年9月1日科赫在艾夏赫女子监狱上吊自杀身亡。那时她60岁。尸体被埋葬在艾夏赫一个无人照管的墓地裡。

## 大众文化
里娜·韦特缪勒的电影《七美人》和1974年的电影《殘酷女淫魔》里的女指挥官就是根据科赫的形象改编的。
一些学者认为，本哈德·施林克的小说《朗读者》的主人公Hanna Schmitz的原型就是Ilse Koch。这部作品被改编为电影《生死朗读》，女主角Hanna Schmitz由英国演员凯特·温斯莱特扮演。本哈德·施林克否认了这种说法。
伍迪·蓋瑟瑞写过一首名为《伊尔斯·科赫》的歌曲，歌词讲述了科赫在集中营的暴行，由The Klezmatics录制。
美国速度金属乐队At war也有一首关于伊尔斯·科赫的歌曲《Ilsa, She Wolf of the SS》。

## 资料来源
- Massimiliano, Livi. . Pugliese, Elizabeth; Hufford, Larry  (编). . Santa Barbara: ABC-CLIO. 2008. ISBN 9781576078907.
- Gutman, Israel (编). Encyclopedia of the Holocaust (Macmillan). 1995: 809–810. ISBN 9780028645285. 参数|encyclopedia=与模板{{cite book}}不匹配（建议改用{{cite encyclopaedia}}或|work=） (帮助); 缺少或|title=为空 (帮助)
- Lacqueur, Walter; Baumel, Judith Tydor (编). . Yale University Press: 97. 2001. ISBN 9780300084320.
- Shirer, William L. . Simon and Schuster. 1990: 983-984 [1959]. ISBN 9780671728687.
- Hackett, David A.  [Bericht über das Konzentrationslager Buchenwald bei Weimar]. : 43, n. 19  [2013-07-01]. （原始内容存档于2016-05-22）.